# Ischnotoma homochroa
Ischnotoma homochroa är en tvåvingeart som först beskrevs av Alexander 1926.  Ischnotoma homochroa ingår i släktet Ischnotoma och familjen storharkrankar. Inga underarter finns listade i Catalogue of Life.